# Jacinto Bienvenido Peynado
Jacinto Bienvenido Peynado (ur. 1878, zm. 1940), polityk i adwokat Dominikany, profesor uniwersytetu w Santo Domingo, minister sprawiedliwości (1914-1916), wiceprezydent (1934-1938), a następnie prezydent kraju (od 1938 do 1940) z ramienia Partii Dominikany przy faktycznej władzy Rafaela Leonidasa Trujillo.